# دون نجوين
دون نجوين (بالإنجليزية: Don Nguyen)‏ هو متزلج لوحي أمريكي، ولد في 16 يونيو 1979 في أوكلاهوما سيتي في الولايات المتحدة.